# معركة كاناي
 مَعْرَكة كٌانَاي، واحِدة منِ المَعارك الرئيسية في الحَرب البونيقية الثانية، الَتي دَارَتْ رَحَاها يَومْ 2 أغُسطُس عام 216 ق.م بالقُرب منْ بَلدة كاناي في جَنوب شَرق إيطاليا، حيث استطاعَ الجَيش القِرطاجي تَحتَ قيادة حَنبَعل من تَحقيق نَصر حاسمْ من خِلال هَزيمته الجَيش الروماني تَحت قيادة لوسيوس باولوس وجايوس فارو. يُعتبر التَكتيك الذي استخدمه حَنبعل في المَعركة واحدًا منْ أعظم التكتيكات في التاريخ العَسكري.
قررَ الرومانْ بعدَ خسائرهم السابِقة في مَعركة تريبيا عام 218 ق.م ومَعركة بحيرة تراسمانيا عام 217 ق.م مواجهة حَنبعل في كاناي، بما يقرب من 87,000 جُندي منَ الرومان وحُلفائِهم. كثّف الرومان استخدامهم للمشاة في تشكيلات أعمق بكثير من المُعتاد، بينما استخدم حَنبعل تكتيك الكماشة. حقق استخدام حنبعل لهذا التكتيك نجاحًا مذهلاً لِدرجة أنه أدى إلى تدمير الجيش الروماني بشَكل كامل. سقطت مدينة كابو والعَديد من المُدن الإيطالية بعد مَعْرَكة كٌانَاي.

## الخلفية الاستراتيجية للمعركة
مع بداية الحرب البونيقية الثانية، عبر الجيش القرطاجي بقيادة حنبعل جبال الألب خلال فصل الشتاء، وسرعان ما حققوا انتصارين هامّين على الرومان في معركة تريبيا وفي معركة بحيرة تراسيمانيا. وبعد معاناتهم من تلك الخسائر، اختار الرومان فابيوس ماكسيموس للتعامل مع هذا التهديد. استخدم فابيوس أسلوب المناوشات مع حنبعل، وقطع خطوط الإمداد عنه ورفض الدخول معه في معركة حقيقية. إلا أن هذه التكتيكات لم تحظ برضى الرومان.
وبعد أن أفاق الشعب الروماني من صدمة انتصارات حنبعل السابقة، بدأوا يتساءلون عما حققته إستراتيجية فابيوس ماكسيموس في التعامل مع القرطاجيين، فوجدوا أنها وفرت للجيش القرطاجي الفرصة لإعادة تنظيم صفوفهم. كانت إستراتيجية فابيوس محبطة لأغلب الشعب الذين كانوا يتوقون لرؤية نصر سريع في الحرب. كما أنهم كانوا يخشون من أنه في حالة لو استمر حنبعل في اجتياح إيطاليا، قد يشك حلفاء روما في قدرة روما على حمايتهم، ويتحالفون مع القرطاجيين.

مهد سخط الشعب من إستراتيجية فابيوس ماكسيموس الطريق أمام مجلس الشيوخ الروماني لعدم تجديد صلاحيات فابيوس ماكسيموس، وتسليم القيادة عام 216 ق.م، للقنصلين جايوس ترينتيوس فارو ولوسيوس أميليوس باولوس لمواجهة حنبعل. وقد كتب بوليبيوس عن أجواء ما قبل المعركة في روما ما يلي: 
| معركة كاناي | لقد قرر مجلس الشيوخ إرسال ثمانية فيالق رومانية إلى ميدان المعركة، وهو ما لم يحدث قط في روما من قبل، كل فيلق يتكون من خمسة الآف رجل إلى جانب الحلفاء.... في معظم حروبهم كانوا غالبًا ما يرسلون قائدًا واحدًا أو اثنين من فيالقهم، مع بعض حلفائهم، ونادرًا ما استخدموا أربعة فيالق في وقت واحد تحت قيادة واحدة. ولكن في هذه المناسبة، كان ناقوس الخطر والرعب مما سيحدث كبيرًا، فعقدوا العزم على إرسال ليس فقط أربعة فيالق بل ثمانية إلى ميدان القتال. | معركة كاناي |

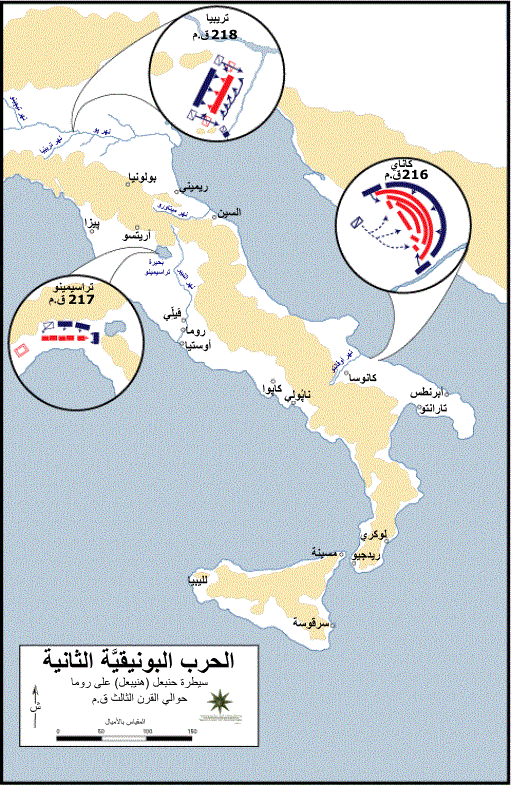
موقع معارك تريبيا وبحيرة تراسيمانيا وكاناي

قُدّرت هذه الجحافل الثمانية بحوالي 40,000 جندي روماني مع نحو 2,400 فارس روماني، شكلوا نواة هذا الجيش الجديد الضخم. كان كل فيلق مصحوبًا بعدد مساو من القوات المتحالفة معهم، وبلغ فرسان حلفائهم 4,000 فارس، بلغ مجموع قوام الجيش الذي واجه حنبعل قرابة التسعين ألف مقاتل.

## القيادة الرومانية
جرت العادة على أن يتولى القنصل أمر قيادة الجيش، ولكن نظرًا لاجتماع جيشين للمشاركة في المعركة، فقد أعطى القانون الروماني حينئذ الحق لكلا القنصلين بتبادل القيادة العامة على الجيشين يوميًا. وقد أدرك حنبعل ذلك، فبنى مخططه وفقًا لذلك. وبحسب الدور كانت القيادة يوم المعركة للقنصل «فارو»، لذا أُلقيت على عاتقه مسؤولية الهزيمة في المعركة. بينما شككت بعض المصادر في قيادته للرومان يوم المعركة، وعلّلت ذلك بالحفاوة التي استقبله بها مجلس الشيوخ على النقيض تمامًا من الانتقادات الوحشية التي يُعامل بها القادة المنهزمين.

## التحضير للمعركة
في ربيع عام 216 ق.م، باغت حنبعل الرومان وحاصر مستودعات الحبوب في كاناي في سهل بوليا، فمنع الرومان من أحد أهم مستودعاتهم. تسبب سقوط كاناي في إحداث ضجة كبيرة في الجيش الروماني، ليس فقط لخسارة المكان والمخازن، ولكن لسقوط المناطق المحيط بها أيضًا. قرر القناصل مواجهة حنبعل، فساروا جنوبًا بحثًا عن الجنرال القرطاجي. بعد يومين، وجدوه على الضفة اليسرى لنهر أوفيديوس على بعد 10 كم من كاناي.
كانت قيادة الرومان في اليوم الأول للقنصل فارو، والذي تصفه المصادر القديمة بأنه رجل متهور ومغرور، وكان مصممًا على هزيمة حنبعل. بينما كان الرومان يقتربون من كاناي، نصب القرطاجيون بجزء صغير من قواتهم كمينًا لقوات الجيش الروماني. استطاع فارو بنجاح صد الهجوم القرطاجي، واستمر في طريقه إلى كاناي. أدى هذا الانتصار، وإن كان في جوهره مجرد مناوشة دون أية قيمة إستراتيجية تذكر إلى زرع الثقة في صفوف الجيش الروماني، وربما الثقة المفرطة عند القنصل فارو.
على النقيض من فارو، كان باولوس من الحكمة والحذر، حيث كان يعتقد أن من الحماقة القتال في أرض مفتوحة رغم تفوق الرومان العددي، وقد كان مُحقًا في ذلك خاصةًً مع تفوق فرسان حنبعل من حيث العدد والمهارة. ورغم تلك الهواجس، اعتقد باولوس أنه ليس من الحكمة أن ينسحب الجيش بعد نجاحه في البداية. عسكر ثلثي الجيش الروماني على الضفة الشرقية لنهر أوفيديوس، بينما عسكر الباقون في الضفة المقابلة. كان الغرض من هذا المعسكر الغربي حماية مؤن المعسكر الرئيسي وتشتيت انتباه العدو ومناوشته.
بقى الجيشين في مواقعهم ليومين، وفي اليوم الثاني (الأول من أغسطس)، أدرك حنبعل أن القيادة ستكون لفارو في اليوم التالي الذي قرر خوض المعركة. عارض باولوس ذلك. لكن قوبل طلبه بالرفض. أرسل حنبعل فرسانه إلى المعسكر الأصغر غرب النهر لمهاجمة الجنود الذين يُمدّون المعسكر بالمياه، فتسبب فرسان حنبعل في إحداث فوضى شاملة وتعطيل إمدادات المياه إلى المعسكر الروماني.

## المعركة

### القوات
غالبًا ما يكون حجم القوات المشاركة في المعارك غير موثوق، وهو ما ينطبق على معركة كاناي، ومن ثم فإن الأرقام التالية قد لا تعكس الحجم الحقيقي للقوات التي شاركت في المعركة، وخاصة تلك المتعلقة بالجانب القرطاجي.
بلغ حجم القوات الرومانية المشتركة في المعركة 80,000 جندي مشاة و2,400 فارس روماني ودعمهم حلفائهم بـ 4,000 فارس، ليكون العدد الكلي للرومان نحو 86,400 رجل، في مواجهة الجيش القرطاجي الذي يتألف من حوالي 46,000 جندي مشاة، و10,000 فارس.
كان الجيش القرطاجي مزيجًا من محاربين من عدة مناطق عديدة، فضم 8,000 جندي ليبي و8,000 جندي أيبيري و16,000 من الجنود الغاليين (8,000 منهم كانت مهمتهم حماية المعسكر يوم المعركة) وحوالي 5,500 جندي من الجيتوليين. كما كان فرسان حنبعل على نفس القدر من التنوع، فكان نحو 4,000 فارس نوميدي و2,000 فارس إسباني و4,000 فارس من بلاد الغال و450 من الفرسان الليبيين الفينيقيين، بالإضافة إلى حوالي 8,000 جندي من حاملي الرماح.

### إستراتيجية الطرفين

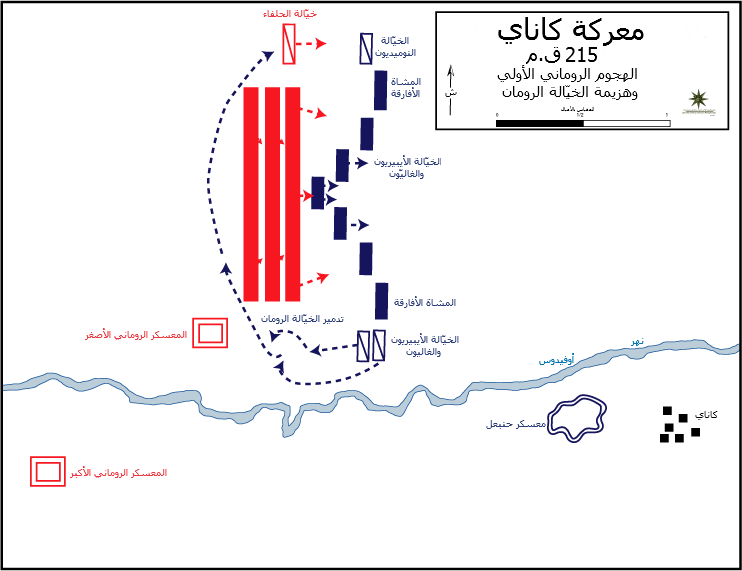
وضعية البداية (الهجوم الروماني باللون الأحمر)

كان توزيع القوات تقليديًا كوضعية الجيوش في المعارك في تلك الفترة بوضع المشاة في الوسط ونشر سلاح الفرسان في الجناحين. كانت خطة الرومان ترتكز على الضغط بقوات المشاة الرومانية لاختراق قوات حنبعل من المنتصف. اعتقد فارو أن الأمر سيكون سهلاً لتفوق الرومان العددي، كما أنه لن يكون هناك مساحة أمام حنبعل للمناورة أو أي وسيلة للتراجع خاصة لأن النهر سيكون خلف جنود حنبعل، وسيتسبب ذلك في حالة من الذعر في صفوف القرطاجيين. ونظرًا لما لاقاه الرومان من مرارة هزائمهم السابقة بسبب حيل وخدع حنبعل، فقد تعمّد فارو اختيار ساحة مفتوحة للحرب.
على الجبهة القرطاجية، نشر حنبعل قواته على أساس القدرات القتالية لكل وحدة، مع الأخذ في الاعتبار كلا من نقاط القوة والضعف لكل وحدة في وضع استراتيجيته. فقام حنبعل بنشر الأيبيريين والغاليين والسيلتيين في الوسط، مع وضع المشاة الأفارقة المُتمرّسين في القتال على أطراف جناحي الجيش ولقدرتهم على الهجوم على أجنحة الرومان.
قاد صدربعل برقة 6,500 من الفرسان الأيبيريين والسيلتيين في ميسرة الجيش القرطاجي، أما ماهربعل فقد قاد 3,500 فارس نوميدي في الميمنة. كان هدف «حنبعل» من ذلك، الضغط على فرسان الرومان الضعفاء، ومن ثمّ تطويق المشاة الرومان الذين حاولوا الضغط على مشاة حنبعل من العمق، ثم تقوم قواته الأفريقية المخضرمة بالضغط من الأجنحة في اللحظة الحاسمة، وتطويق الجيش الروماني. ولم يكن حنبعل قلقًا من تمركز قواته بالقرب من النهر، حيث اعتمد على الموقع كعامل رئيسي في استراتيجيته.
كان موقع الرومان أمام تلة بالقرب من كاناي ونهر أوفيديوس على الجهة اليمنى، بحيث لم يكن هناك سبيل للانسحاب إلا من جهة الجناح الأيسر. بالإضافة إلى ذلك، قام القرطاجيون بمناورة الرومان بحيث جعلوهم يواجهوا الشرق، وبالتالي ستصبح أشعة الشمس والرياح الجنوبية الشرقية المثيرة للرمال والغبار في وجوه الرومان. وقد أثبت حنبعل بتوزيعه الفريد لجيشه، قدرته على تصور طبيعة الأراضي وفهم قدرات قواته وحسمه في اتخاذ القرار.

### أحداث المعركة

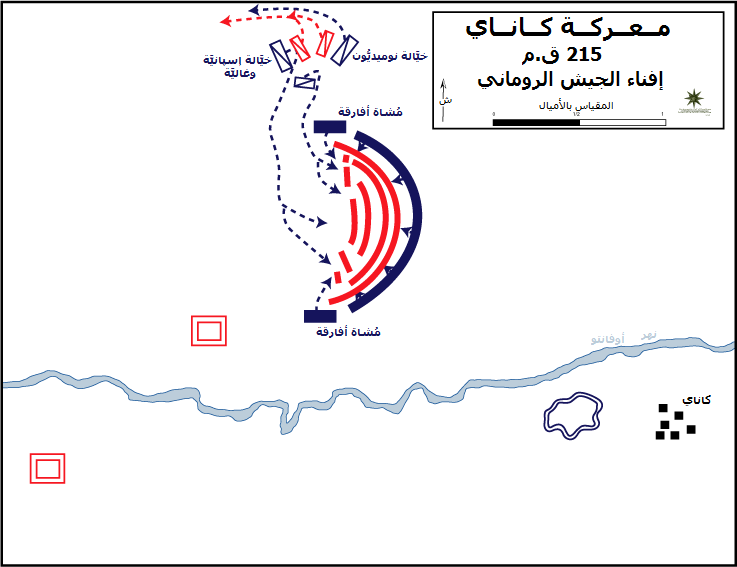
تدمير الجيش الروماني

في بداية المعركة، اصطف جنود حنبعل في خط مستقيم جاعلاً جنوده الإسبان والسلتيين تحت قيادته في قلب الجيش. ثم بدأت قواته تلك بالتراجع تدريجيًا، لتكوين تشكيل هلالي الشكل، مما جعل خطوط جناحي الجيش أقل كثافة عددية نتيجة استطالة الخطوط، تاركًا جنوده الأفارقة خارج المعركة كقوة احتياطية. كان هدف حنبعل من هذا التشكيل هو احتواء ضغط المشاة الرومانية على القلب وتأخير تقدمهم، لكي تتمكن قواته الأفريقية من دعمه.
في بداية المعركة، شن فرسان حنبعل هجومًا عنيفًا على جناحي الجيش الروماني، وعندما أصبحت الغلبة للفرسان الإسبان والغاليين على فرسان الرومان استدرجوا الفرسان الرومان ليعزلوهم بعيدًا عن ميدان المعركة. في الجناح الآخر، شغل الفرسان النوميديون فرسان حلفاء الرومان، حتى وصل الفرسان الإسبان والغاليون منتصرون، شن النوميديون هجومهم لدفع فرسان حلفاء الرومان خارج ميدان المعركة.
في أثناء ذلك، التحم مشاة الجيشين في وسط الميدان. ومع تقدم الرومان، هبت الرياح القادمة من الشرق مثيرةً للغبار الذي نتج عن المعركة في وجوههم وحاجبةً لرؤية الرومان. على الرغم من أن الغبار صعّب الرؤية، إلا أن الجنود لكانت لديهم القدرة على الرؤية على المدى القريب. هناك عامل آخر أثر في سير المعركة، ألا وهو أن بُعد موقع المعركة، مما اضطر كلا الجانبين للقتال دون أخذ القسط الوافر من النوم. واجه الرومان مشكلة أخرى وهي نقص المياه، بعد هجوم حنبعل على المعسكر الروماني في اليوم السابق للمعركة. بالإضافة إلى الضوضاء التي نتجت عن تقاتل هذا العدد الهائل من القوات. كل هذه العوامل، جعلت المعركة صعبة خاصة بالنسبة للجنود المشاة.
قاد حنبعل جنوده في القلب للانسحاب التدريجي لاستيعاب تفوق المشاة الرومان، وبالتالي تشكيل قوس حول القوات الرومانية المهاجمة. وبذلك، حوّل نقطة قوة المشاة الرومان إلى نقطة ضعفهم. مع التقدم التدريجي للرومان، فقد الجزء الأكبر من القوات الرومانية تماسكه، وبدأوا في التزاحم في الفجوة التي أحدثها هجومهم. وسرعان ما تكدسوا في مساحة صغيرة لا تسمح لهم حتى بأن يستخدموا أسلحتهم. وتحت ضغط رغبتهم في تدمير القوات الإسبانية والغالية، اندفع الرومان متجاهلين (ربما بسبب غبار المعركة) أن القوات الإفريقية المتمركزة في أطراف جناحي الجيش القرطاجي لم تشارك في القتال حتى الآن. مما أعطى الوقت للفرسان القرطاجيين لدفع الفرسان الرومان بعيدًا عن جناحي الجيش، ثم مهاجمة المشاة الرومان في القلب. وهكذا، تجردت المشاة الرومان من أجنحتها، وشكلوا رأس حربة داخل القوس القرطاجي، واضعين أنفسهم في قبضة المشاة الأفريقيين المتمركزين في الأجنحة. في هذه المرحلة الحاسمة، أمر حنبعل مشاته الأفريقيين بمهاجمة الأجنحة الرومانية، وتطويق المشاة الرومانية في ما يعرف الآن بتكتيك الكماشة.
عندما هاجم الفرسان القرطاجيون الرومان في القلب، وهاجم المشاة الأفريقيون أجنحة الرومان، توقف تقدم قوات المشاة الرومانية فجأة. وأصبح الرومان محاصرين بلا وسيلة للهرب. وعندئذ بدأ القرطاجيين في قهر الرومان. وهكذا لقي عدة آلاف من الرومان مصرعهم. ذكر بعض المؤرخين أنه ما يقرب من ستمائة جندي ذبحوا كل دقيقة إلى أن وضع الظلام حدًا لإراقة الدماء. ولم يتمكن سوى 14,000 من القوات الرومانية من الهرب.

### الخسائر

#### الرومان وحلفائهم

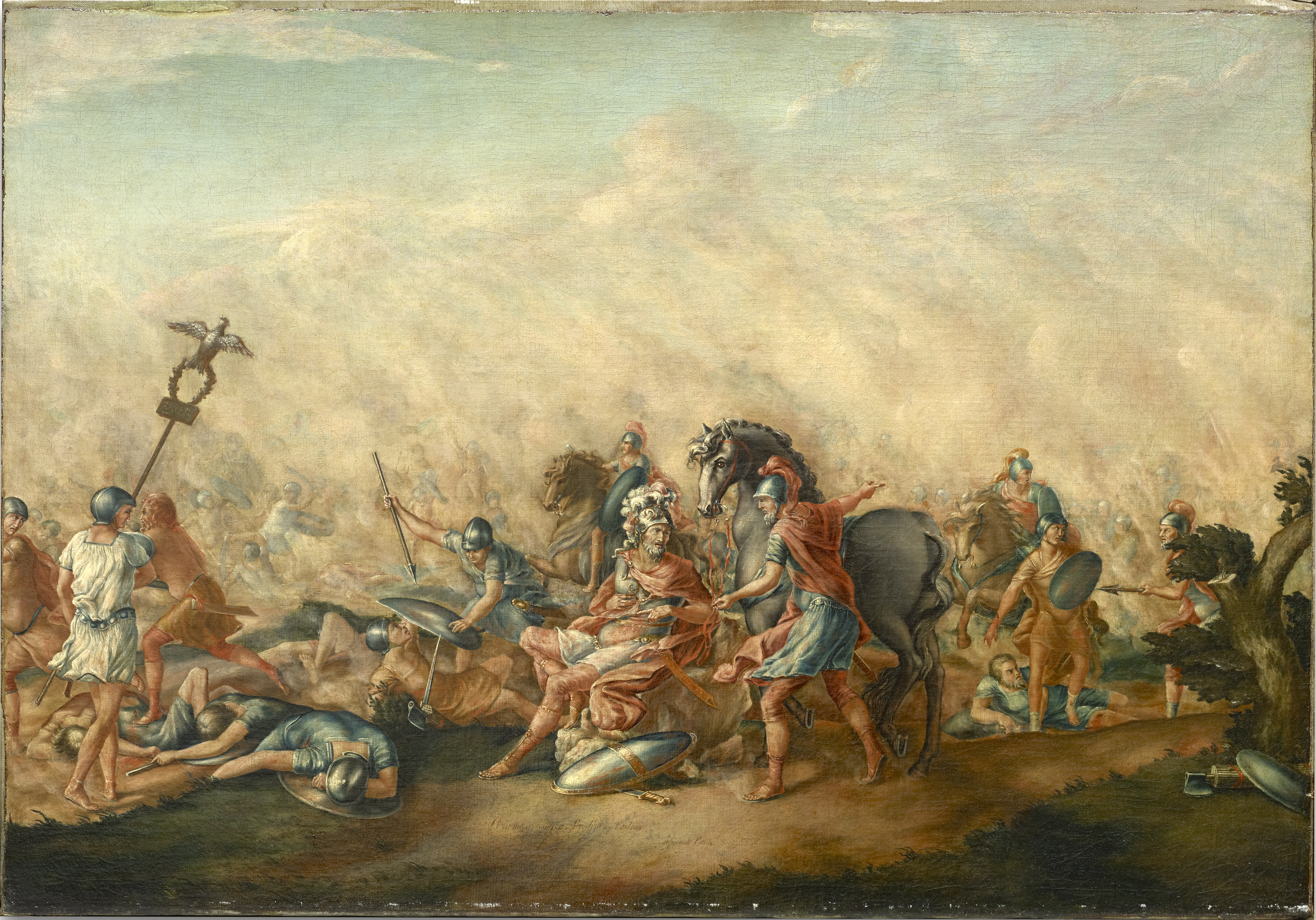
مَقتَل لوسيوس باولوس في مَعركة كاناي، بريشة جون ترمبل (1773).

ذكر بوليبيوس أن الرومان وحلفائهم خسروا 70,000 قتيل، وأُسر 10,000 جندي، ولم ينجوا سوى 3,000 جندي من الموت. كما ذكر أنه لم ينج سوى 370 فارس فقط من 6,000 فرسان الرومان وحلفائهم.
بينما ذكر تيتوس ليفيوس أن 45,500 جندي مشاة و2,700 فارس قتلوا من الرومان وحلفائهم. كما ذكر أن 3,000 جندي مشاة من الرومان وحلفائهم و1,500 من فرسان الرومان وحلفائهم أسروا من قبل القرطاجيين. كان من بين القتلى القنصل باولوس والقنصل جيمينوس والعديد من أعضاء مجلس الشيوخ وعظماء الرومان.

#### القرطاجيون
ذكر «تيتوس ليفيوس» أن خسائر حنبعل نحو 8,000 رجل. بينما ذكر «بوليبيوس» أنه نحو 5,700 قتلوا: 4,000 من الغاليين و1,500 من الإسبان والأفارقة، و200 من الفرسان.

## النتائج
كان تعليق تيتوس ليفيوس عن ما بعد المعركة، كالآتي:
| معركة كاناي | لقد ساد الرعب روما، فلم يسبق لروما أن جرحت مثل هذا الجرح. فقد فُقد جيشين واثنين من القناصل، لم يعد هناك أي معسكر روماني، أي جنرال، أي جندي واحد موجود؛ تقريبا كل إيطاليا أصبحت تحت قدمي حنبعل. بالتأكيد، لا توجد دولة أخرى لن تستسلم بعد كارثة كهذه. | معركة كاناي |

في فترة وجيزة من الزمن، أصبح الرومان في حالة فوضى كاملة. فقد دمرت أفضل جيوشهم في شبه الجزيرة الإيطالية، وانخفضت الروح المعنوية بشدة، وفُقدت الثقة تماماً في القنصل الوحيد المتبقي (فارو). لقد كانت كارثة للرومان.
أعلنت روما الحداد الوطني على الضحايا، فلم يكن هناك بيتاً واحداً في روما، لم يفقد أحد أفراده في المعركة. أصاب الرومان اليأس فلجأ إلى التضحية البشرية، بدفن أناس على قيد الحياة قرباناً لإله الحرب مارس.
بعد المعركة، تم تشكيل كتيبتين من الجنود الرومان الناجين في كاناي، وأرسلوا إلى صقلية للفترة المتبقية من الحرب عقابا لهم على الفرار المهين من ساحة المعركة. وبالإضافة إلى الخسارة المادية، فقدت روما هيبتها. فعلى سبيل المثال، كان ارتداء خاتم من الذهب دليلا على انتماء الشخص إلى الطبقات العليا من المجتمع الروماني، وقد استطاع رجال حنبعل جمع أكثر من 200 خاتم ذهبي من الجثث في ساحة المعركة، وأرسل هذه المجموعة إلى قرطاج كدليل على انتصاره.
استطاع حنبعل تحقيق نصراً آخر (بعد معارك تريبيا وبحيرة ترانسمانيا)، وقد هزم ما يعادل ثمانية جيوش رومانية في 20 شهراً، وخسرت روما 150,000 رجلاً وهو ما يعادل خمس مجموع مواطني روما الذين تزيد أعمارهم عن سبعة عشر عاماً.
ويجمع المؤرخون على القول بأنه كان في وسع حنبعل أن يسحق الجيش الروماني كله، وأن يأسر جميع الأحياء من رجاله، لو أن قرطاجنة أرسلت إليه النجدة التي طلبها ليجعل منها قوة احتياطية. ولكن افتقاره إلى هذه القوة الاحتياطية لم يمكّنه من ذلك. فقد فضّل حنبعل إعطاء جنوده قسطاً من الراحة، مما أفسح المجال لفلول القوات الرومانية من الفرار.
بعد معركة كاناي، إلغت جميع مدن الجنوب الإيطالي ولائهم لروما وأعلنوا ولائهم لحنبعل. وخلال السنة نفسها، أعلنت المدن اليونانية في صقلية، الثورة على السيطرة الرومانية. كما تعهد الملك المقدوني فيليب الخامس، بتقديم الدعم لحنبعل، فأشعل ذلك نار الحرب المقدونية الأولى ضد روما.

بعد المعركة، دعا قائد الفرسان النوميديين ماهربعل حنبعل لاغتنام الفرصة وغزو روما على الفور. لكن حنبعل رفض ذلك فتعجب ماهربعل قائلاً: 
| معركة كاناي | حقا إن الآلهة لم تمنح كل شيء للشخص نفسه. فبالرغم من أن حنبعل يعلم كيف يقهر أعدائه، إلا أن لا يعرف كيف يستفيد من هذا النصر | معركة كاناي |

.
كان حنبعل أكثر قدرة على الحكم على الوضع الاستراتيجي بعد المعركة من ماهربعل، كما قال المؤرخ هانس ديلبروك. فنظرا لارتفاع أعداد القتلى والجرحى في صفوف الجيش القرطاجي، فقد كان من الصعب شن هجوم مباشر على روما. وحتى لو كان جيشه في كامل قوته، فلكي ينجح حنبعل في حصار روما، فإنه يحتاج للسيطرة على مناطق أخرى لقطع الإمدادات عن العدو.
بالرغم من الخسائر الهائلة التي عانا منها الرومان في كاناي، وخسارتهم لعدد من حلفائهم، إلا أن روما ما زال لديها الجنود الكافيين للدفاع عنها، وفي الوقت نفسه تستطيع الاحتفاظ بقوات كبيرة في أيبيريا وصقلية وسردينيا والمناطق الأخرى على الرغم من وجود حنبعل في إيطاليا.
كان سلوك حنبعل بعد الانتصارات في بحيرة تراسمانيا (217 ق.م) وكاناي (216 ق.م)، وكونه لم يهاجم روما نفسها إلا بعد مرور خمس سنوات (في 211 ق.م.)، يشير إلى أن هدفه الاستراتيجي لم يكن تدمير العدو ولكن لتثبط عزيمة الرومان عبر سلسلة من المجازر في ساحات المعارك، ودفعهم إلى اتفاق سلام عادل وتجريدهم من حلفائهم.
على الفور بعد كاناي أرسل حنبعل وفدا برئاسة قرطالو للتفاوض على معاهدة سلام مع مجلس الشيوخ وفقا لشروط معتدلة. لكن على الرغم من الكوارث التي حلت على روما، رفض مجلس الشيوخ الروماني للمفاوضات. بدلا من ذلك، تضاعف جهودهم، أعلنوا التعبئة الكاملة للسكان الرومان الذكور، وتشكيل كتائب جديدة بتجنيدهم الفلاحين الذين لا يملكون أرضا والعبيد. طُبّقت هذه المعايير بصرامة، فلم تكن كلمة «السلام» مسموحاً بها، واقتصر الحداد على ثلاثين يوما فقط، ومُنع حتى بكاء للنساء على الملأ.
لقد تعلم الرومان الدرس بعد تلك الهزائم الكارثية. ففي الفترة المتبقية من الحرب في إيطاليا، لم يحشد الرومان هذا القدر من القوات الكبيرة تحت قيادة واحدة ضد حنبعل، بل أنها قسمت الجيوش إلى عدة جيوش مستقلة مع المحافظة على التفوق العددي على القرطاجيين في المعارك. استمرت الحرب بعدد من المعارك، كان الهدف منها احتلال بعض المناطق الهامة استراتيجيا ولاستنزاف طاقات العدو. هكذا اضطر حنبعل أخيرا مع النقص العددي في قواته إلى التراجع إلى كروتوني ومن هناك استدعي إلى إفريقية لمعركة زاما، والتي انهت الحرب بنصر روماني كامل.

## أهمية المعركة تاريخيًا

### التأثيرات على المذهب العسكري الروماني
لعبت معركة كاناي دورا رئيسيا في تشكيل الهيكل الروماني العسكري وتكتيكات المشاة الرومانية وتشكيلاتهم في المعارك. بعد إدخال الإصلاحات لمعالجة أوجه القصور في كاناي.
وبالإضافة إلى ذلك، وجد الرومان ضرورة توحيد القيادة أثناء المعارك. وتم تعيين سكيبيو الإفريقي قائداً عاماً للجيوش الرومانية في أفريقية، وتثبيته في هذا المنصب حتى نهاية الحرب، منتهكين قوانين الجمهورية الرومانية بذلك القرار. بعد كاناي، تطوّر الجيش الروماني تدريجيا ليصبح قوة محترفة: فقد كانت نواة جيش «سكيبيو الأفريقي» في معركة زاما، تتألف من قدامى المحاربين الذين كانوا يقاتلون القرطاجيين في أيبيريا لما يقرب من ستة عشر عاما.

### المعركة في التاريخ العسكري

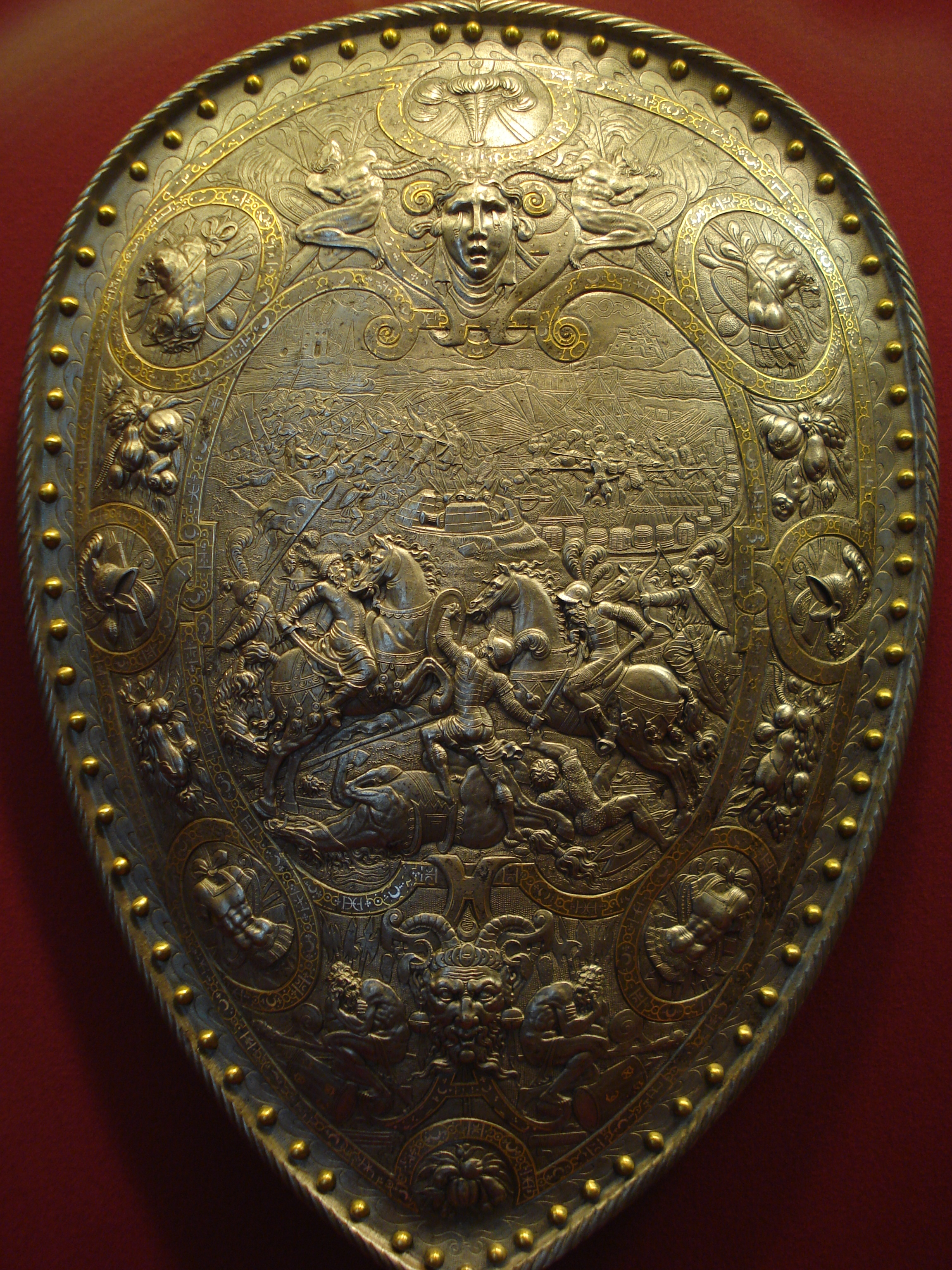
درع هنري الثاني ملك فرنسا يصور انتصار حنبعل في كاناي ، في إشارة إلى الصراع الفرنسا مع الإمبراطورية الرومانية المقدسة خلال القرن السادس عشر.

معركة كاناي مشهورة مثل تكتيكات حنبعل العسكرية كما لعبت دوراً هاماً في التاريخ العسكري لروما القديمة. ليس فقط لأن حنبعل ألحق الهزيمة بالجمهورية الرومانية بطريقة لم يتكرر لمدة تزيد عن القرن حتى معركة أراوسيو، ولكن اكتسبت المعركة نفسها سمعة كبيرة بين العاملين في مجال التاريخ العسكري. كما كتب المؤرخ العسكري «ثيودور إيرول دودج» عن المعركة قائلاً:

" لم تستطع الكثير من معارك العصور القديمة أن تعلق بالأذهان بقدر ما فعلت معركة كاناي. ليس فقط لأن حنبعل استطاع أن يجعل كل الظروف لصالحه، ولكن للطريقة التي استطاع بها الإسبان والغاليين استدراج الرومان حتى اللحظة المناسبة لشن الهجوم العكسي على الرومان هو تحفة عسكرية بسيطة، أصبحت من تكتيكات المعارك. كما أن تقدم المشاة الأفريقيون في هذه اللحظة، بمهاجمتهم للأجنحة الرومانية، يستحق الإشادة. المعركة كلها، من وجهة النظر العسكرية، من طراز فريد، ولم تتكرر كثيرًا في تاريخ الحروب"

كما كتب عنها ول ديورانت، الآتي:

"لقد كانت المعركة مثالية في طريقة القيادة، لن تجد أفضل منها في التاريخ. فقد وضعت الأطارات للتكتيكات العسكرية لألفي عام".

كان استخدام حنبعل لتكتيك الكماشة في معركة كاناي، غالبا ما ينظر إليه باعتباره واحداً من أكبر المناورات في ساحة المعركة في التاريخ، وأصبحت تُدرّس في الكليات والأكاديميات العسكرية بكل تفاصيلها حتى الآن.

## وصلات خارجية
- The Battle of Cannae at www.unrv.com
- The Battle of Cannae at Roman-empire.net
- Cannae نسخة محفوظة 11 مارس 2007 على موقع واي باك مشين. - a treatise by General Fieldmarshal Count Alfred von Schlieffen
- Battle At Cannae Mommsen History of Rome. Book 03 From the Union of Italy to the Subjugation of Carthage and the Greek States. Page 50